# Кубок вызова ЕКВ среди женщин 2014/2015
8-й розыгрыш Кубка вызова ЕКВ среди женщин (43-й с учётом Кубка обладателей кубков и Кубка топ-команд) проходил с 25 октября 2014 по 12 апреля 2015 года. С первых двух стартовых раундов в нём принимали участие 35 клубных команд из 23 стран-членов Европейской конфедерации волейбола. С 3-го круга к соревнованиям подключились ещё 14 команд, выбывших из 1/16 розыгрыша Кубка ЕКВ. Победителем турнира впервые стала турецкая команда «Бурса Бююкшехир» (Бурса).

## Система квалификации
Места в Кубке вызова 2014/2015 были распределены по рейтингу ЕКВ на 2014 год, учитывающему результаты выступлений клубных команд стран-членов ЕКВ в еврокубках на протяжении трёх сезонов (2010/2011—2012/2013). Согласно ему страны, расположившиеся на 1—7 позициях, получают возможность заявить в розыгрыш по одной команде, на 8—18 — по 2, на 19—22 — по 3, на 23—28 — по 2 и на 29—33 позициях — по одной команде. После отказов и специальных приглашений со стороны ЕКВ число участвующих с первых двух раундов команд достигло 35. Плюс к этому одно место предоставлено для победителя розыгрыша Кубка Балканской волейбольной ассоциации (БВА), которым стала турецкая команда «Иллербанк»

## Команды-участницы (с двух предварительных раундов)
| Страна               | Команда                                |                                                    |
| -------------------- | -------------------------------------- | -------------------------------------------------- |
| Турция               | «Бурса Бююкшехир» (Бурса)              | по итогам чемпионата Турции 2014 (5-е место)       |
| Турция               | «Иллербанк» (Анкара)                   | победитель Кубка БВА 2014                          |
| Россия               | «Уралочка-НТМК» (Свердловская область) | По итогам чемпионата России 2014 (5-е место)       |
| Азербайджан          | «Азеррейл» (Баку)                      | по итогам чемпионата Азербайджана 2014 (4-е место) |
| Франция              | «АСПТТ Мюлуз» (Мюлуз)                  | По итогам чемпионата Франции 2014 (6-е место)      |
| Германия             | «Шверинер» (Шверин)                    | По итогам чемпионата Германии 2014 (5-е место)     |
| Швейцария            | «Канти» (Шаффхаузен)                   | По итогам чемпионата Швейцарии 2014 (4-е место)    |
| Швейцария            | «Дюдинген» (Дюдинген)                  | По итогам чемпионата Швейцарии 2013 (5-е место)    |
| Румыния              | «Медичина» (Тыргу-Муреш)               | по итогам чемпионата Румынии 2014 (4-е место)      |
| Румыния              | «Букурешть» (Бухарест)                 | по итогам чемпионата Румынии 2014 (5-е место)      |
| Сербия               | «Единство» (Стара-Пазова)              | по итогам чемпионата Сербии 2014 (4-е место)       |
| Австрия              | «ТИ Меранер» (Инсбрук)                 | По итогам чемпионата Австрии 2014 (4-е место)      |
| Австрия              | «Холдинг» (Грац)                       | по итогам чемпионата Австрии 2014 (5-е место)      |
| Австрия              | «СВС Пост» (Швехат)                    | Чемпион Австрии 2014                               |
| Бельгия              | «Аудегем» (Дендермонде)                | по итогам чемпионата Бельгии 2014 (4-е место)      |
| Бельгия              | «Астерикс» (Килдрехт)                  | Чемпион Бельгии 2014                               |
| Финляндия            | «Ориведен Поннистус» (Оривеси)         | 2-й призёр чемпионата Финляндии 2014               |
| Словения             | «Брасловче» (Брасловче)                | по итогам чемпионата Словении 2014 (4-е место)     |
| Греция               | АЕК (Афины)                            | 2-й призёр чемпионата Греции 2014                  |
| Греция               | «Паннаксиакос» (Наксос)                | по итогам чемпионата Греции 2014 (5-е место)       |
| Испания              | «Барса» (Барселона)                    | 3-й призёр чемпионата Испании 2014                 |
| Нидерланды           | «Алтерно» (Апелдорн)                   | Чемпион Нидерландов 2014                           |
| Нидерланды           | «Слидрехт Спорт» (Слидрехт)            | 2-й призёр чемпионата Нидерландов 2014             |
| Нидерланды           | «Олимпус» (Снек)                       | 3-й призёр чемпионата Нидерландов 2014             |
| Венгрия              | «Линамар» (Бекешчаба)                  | Чемпион Венгрии 2014                               |
| Венгрия              | «Вашаш-Обуда» (Будапешт)               | 2-й призёр чемпионата Венгрии 2014                 |
| Венгрия              | ТЕВА «Гёдёллёи» (Гёдёллё)              | 3-й призёр чемпионата Венгрии 2014                 |
| Хорватия             | «Пореч» (Пореч)                        | 3-й призёр чемпионата Хорватии 2014                |
| Израиль              | «Хапоэль» (Кфар-Сава)                  | 2-й призёр чемпионата Израиля 2014                 |
| Босния и Герцеговина | «Единство» (Брчко)                     | Чемпион Боснии и Герцеговины 2014                  |
| Босния и Герцеговина | «Гацко» (Гацко)                        | 2-й призёр чемпионата Боснии и Герцеговины 2014    |
| Белоруссия           | «Минчанка» (Минск)                     | 2-й призёр чемпионата Белоруссии 2014              |
| Болгария             | «Левски» (София)                       | Чемпион Болгарии 2014                              |
| Норвегия             | «Стод» (Стейнхьер)                     | Чемпион Норвегии 2014                              |
| Люксембург           | «Вальфер» (Вальферданж)                | Чемпион Люксембурга 2014                           |

## Система проведения розыгрыша
С первых двух стартовых раундов в розыгрыше участвуют 35 команд (из них 6 — с 1-го и ещё 29 — со 2-го). Во всех стадиях турнира применяется система плей-офф, то есть команды делятся на пары и проводят между собой по два матча с разъездами. Победителем пары выходит команда, одержавшая две победы. В случае равенства побед победителем становится команда, набравшая в рамках двухматчевой серии большее количество очков (за победу 3:0 и 3:1 даётся 3 очка, за победу 3:2 — 2 очка, за поражение 2:3 — 1, за поражение 1:3 и 0:3 очки не начисляются). Если обе команды при этом набрали одинаковое количество очков, то назначается дополнительный («золотой») сет, победивший в котором выходит в следующий раунд соревнований.
После 2-го раунда со стадии 1/16 финала к 16 оставшимся клубам присоединяются 14 команд, выбывших из Кубка ЕКВ.

## 1-й предварительный раунд
25-26.10/1-2.11.2014
 «ТЕВА Гёдёллёи» (Гёдёллё) —  «СВС Пост» (Швехат) 
26 октября. 3:0 (25:12, 25:15, 25:18).
2 ноября. 3:1 (25:23, 23:25, 25:21, 25:19).
 «Слидрехт Спорт» (Слидрехт) —  «Вашаш-Обуда» (Будапешт) 
25 октября. 3:2 (18:25, 25:21, 22:25, 25:23, 15:10).
2 ноября. 3:2 (22:25, 25:14, 21625, 25:9, 15:9).
 «Гацко» —  «Иллербанк» (Анкара)
25 октября. 0:3 (8:25, 17:25, 22:25).
1 ноября. 0:3 (18:25, 15:25, 27:29).

## 2-й предварительный раунд
11-13/25-27.11.2014
 «Бурса Бююкшехир» (Бурса) —  «Холдинг» (Грац) 
11 ноября. 3:0 (25:13, 25:6, 25:20).
25 ноября. 3:0 (25:11, 25:12, 25:13).
 АЕК (Афины) —  «Единство» (Брчко)
12 ноября. 3:0 (25:11, 25:23, 25:21).
26 ноября. 0:3 (23:25, 20:25, 12:25). Дополнительный сет 5:15.
 «Линамар» (Братислава) —  «ТЕВА Гёдёллёи» (Гёдёллё) 
12 ноября. 3:1 (22:25, 25:18, 30:28, 25:20).
26 ноября. 3:2 (23:25, 17:25, 27:25, 25:17, 15:13).
 «Пореч» —  «Единство» (Стара-Пазова)
12 ноября. 0:3 (14:25, 21:25, 22:25).
26 ноября. 0:3 (18:25, 19:25, 17:25).
 «Аудегем» (Дендермонде) —  «Шверинер» (Шверин)
13 ноября. 1:3 (14:25, 20:25, 27:25, 19:25).
26 ноября. 0:3 (12:25, 13:25, 14:25).
 «Астерикс» (Килдрехт) —  «Барса» (Барселона) 
11 ноября. 3:0 (25:17, 25:13, 25:20).
25 ноября. 3:1 (25:16, 25:16, 20:25, 25:19).
 «Олимпус» (Снек) —  «Алтерно» (Апелдорн)
12 ноября. 3:2 (25:21, 21:25, 25:27, 25:12, 15:12).
26 ноября. 0:3 (22:25, 20:25, 18:25).
 «Вальфер» (Вальферданж) —  «АСПТТ Мюлуз» (Мюлуз)
11 ноября. 1:3 (25:20, 16:25, 10:25, 12:25).
26 ноября. 0:3 (10:25, 15:25, 11:25).
 «Азеррейл» (Баку) —  «ТИ Меранер» (Инсбрук) 
11 ноября. 3:0 (25:10, 25:16, 25:18).
12 ноября. 3:0 (25:17, 25:15, 25:15). Оба матча прошли в Баку.
 «Стод» (Стейнхьер) —  «Слидрехт Спорт» (Слидрехт) 
12 ноября. 3:0 (25:16, 25:18, 25:19).
26 ноября. 3:1 (25:18, 25:17, 20:25, 25:21).
 «Брасловче» —  «Дюдинген»
12 ноября. 1:3 (25:18, 15:25, 18:25, 13:25).
27 ноября. 1:3 (14:25, 25:23, 22:25, 23:25).
 «Ориведен Поннистус» (Оривеси) —  «Канти» (Шаффхаузен)
12 ноября. 3:2 (18:25, 25:23, 25:20, 21:25, 15:12).
26 ноября. 1:3 (19:25, 19:25, 32:30, 22:25).
 «Медичина» (Тыргу-Муреш) —  «Хапоэль» (Кфар-Сава)
11 ноября. 3:2 (25:21, 25:16, 20:25, 20:25, 15:12).
26 ноября. 1:3 (29:27, 17:25, 18:25, 22:25).
 «Минчанка» (Минск) —  «Паннаксиакос» (Наксос)
12 ноября. 3:1 (25:22, 24:26, 25:16, 25:18).
27 ноября. 0:3 (19:25, 20:25, 17:25).
 «Иллербанк» (Анкара) —  «Левски» (София) 
11 ноября. 3:0 (25:22, 25:17, 25:19).
25 ноября. 3:0 (25:14, 25:21, 25:20).
 «Уралочка-НТМК» (Свердловская обл.) —  «Букурешть» (Бухарест) 
12 ноября. 3:1 (25:16, 17:25, 25:14, 25:16).
26 ноября. 3:1 (25:21, 16:25, 25:14, 25:18).
К вышедшим по итогам 2-го предварительного раунда в 1/16 финала присоединились команды, выбывшие на стадии 1/16 из розыгрыша Кубка ЕКВ 2014-2015:
| «Оломоуц» «Орбита» (Запорожье) «Роте-Рабен» (Фильсбибург) «Шпаркассе-Вилдкатс» (Клагенфурт) «Гент Дам» (Гент) «Новара» «Кёниц» | «Кальцит» (Камник) «Химик» (Южное) «Неве-Шаанан» (Хайфа) «Канне-Рошвиль» (Ле-Канне) «Сагре» (Невшатель) «Динамо» (Бухарест) «Линц-Штег» (Линц) |

## 1/16 финала
9-11/16-17.12.2014
 «Оломоуц» —  «Бурса Бююкшехир» (Бурса)
10 декабря. 0:3 (19:25, 16:25, 13:25).
17 декабря. 0:3 (17:25, 10:25, 17:25).
 «Единство» (Брчко) —  «Орбита» (Запорожье)
16 декабря. 0:3 (20:25, 25:27, 22:25).
17 декабря. 0:3 (17:25, 18:25, 13:25). Оба матча прошли в Брчко.
 «Линамар» (Бекешчаба) свободен от игр.
 «Роте-Рабен» (Фильсбибург) —  «Единство» (Стара-Пазова)
10 декабря. 3:0 (25:21, 26:24, 25:22).
17 декабря. 1:3 (20:25, 25:20, 21:25, 13:25). Дополнительный сет 15:13.
 «Шверинер» (Шверин) свободен от игр.
 «Шпаркассе-Вилдкатс» (Клагенфурт) —  «Астерикс» (Килдрехт)
10 декабря. 0:3 (20:25, 18:25, 24:26).
17 декабря. 0:3 (15:25, 12:25, 9:25).
 «Гент Дам» (Гент) —  «Алтерно» (Апелдорн)
10 декабря. 3:0 (25:21, 25:20, 25:17).
17 декабря. 0:3 (9:25, 15:25, 18:25). Дополнительный сет 10:15.
 «Новара» —  «АСПТТ Мюлуз» (Мюлуз)
10 декабря. 3:0 (25:15, 25:18, 25:11).
17 декабря. 3:0 (25:22, 25:22, 25:22).
 «Азеррейл» (Баку) —  «Кёниц»
11 декабря. 3:0 (25:18, 25:21, 25:21).
17 декабря. 1:3 (25:17, 19:25, 18:25, 15:25). Дополнительный сет 15:11.
 «Стод» (Стейнхьер) —  «Кальцит» (Камник)
10 декабря. 3:0 (25:22, 31:29, 25:19).
17 декабря. 3:1 (25:20, 18:25, 25:20, 25:21).
 «Дюдинген» —  «Химик» (Южное)
9 декабря. 0:3 (12:25, 16:25, 9:25).
18 декабря. 0:3 (17:25, 23:25, 16:25).
 «Неве-Шаанан» (Хайфа) —  «Канти» (Шаффхаузен)
10 декабря. 1:3 (25:20, 21:25, 22:25, 23:25).
17 декабря. 1:3 (25:20, 12:25, 17:25, 13:25).
 «Канне-Рошвиль» (Ле-Канне) —  «Хапоэль» (Кфар-Сава)
9 декабря. 3:0 (25:16, 25:20, 25:13).
18 декабря. 3:0 (25:15, 25:21, 25:15).
 «Паннаксиакос» (Наксос) —  «Сагре» (Невшатель)
10 декабря. 3:0 (25:23, 25:13, 26:24).
16 декабря. 2:3 (25:17, 14:25, 25:22, 21:25, 13:15).
 «Динамо» (Бухарест) —  «Иллербанк» (Анкара)
9 декабря. 0:3 (17:25, 22:25, 25:27).
16 декабря. 1:3 (23:25, 18:25, 25:21, 16:25).
 «Уралочка-НТМК» (Свердловская обл.) —  «Линц-Штег» (Линц)
10 декабря. 3:0 (25:18, 25:16, 25:13).
17 декабря. 3:0 (25:7, 25:19, 29:27).

## 1/8 финала
13-15/20-22.01.2015
 «Бурса Бююкшехир» (Бурса) —  «Орбита» (Запорожье) 
13 января. 3:0 (25:9, 29:27, 25:16).
14 января. 3:0 (25:20, 25:23, 25:22). Оба матча прошли в Бурсе.
 «Линамар» (Бекешчаба) —  «Роте-Рабен» (Фильсбибург)
14 января. 1:3 (23:25, 25:22, 11:25, 18:25).
21 января. 0:3 (21:25, 7:25, 18:25).
 «Астерикс» (Килдрехт) —  «Шверинер» (Шверин) 
15 января. 0:3 (21:25, 21:25, 15:25).
20 января. 1:3 (21:25, 15:25, 25:22, 22:25).
 «Алтерно» (Апелдорн) —  «Новара»
14 января. 3:1 (25:21, 25:17, 22:25, 25:16).
21 января. 0:3 (15:25, 11:25, 9:25). Дополнительный сет 5:15.
 «Стод» (Стейнхьер) —  «Азеррейл» (Баку) 
14 января. 3:1 (25:18, 25:18, 22:25, 27:25).
22 января. 0:3 (19:25, 20:25, 21:25). Дополнительный сет 18:16.
 «Химик» (Южное) —  «Канти» (Шаффхаузен) 
13 января. 3:0 (25:15, 25:14, 26:24).
21 января. 3:0 (25:17, 25:18, 25:15).
 «Паннаксиакос» (Наксос) —  «Канне-Рошвиль» (Ле-Канне) 
14 января. 3:0 (25:23, 25:23, 25:22).
21 января. 3:2 (20:25, 19:25, 25:23, 25:18, 15:11).
 «Иллербанк» (Анкара) —  «Уралочка-НТМК» (Свердловская обл.)
14 января. 0:3 (22:25, 20:25, 17:25).
20 января. 0:3 (13:25, 13:25, 23:25).

## Четвертьфинал
4/10-12.03.2015
 «Роте-Рабен» (Фильсбибург) —  «Бурса Бююкшехир» (Бурса)
4 марта. 0:3 (19:25, 22:25, 18:25).
11 марта. 1:3 (22:25, 23:25, 25:21, 18:25).
 «Новара» —  «Шверинер» (Шверин)
4 марта. 1:3 (26:24, 15:25, 19:25, 22:25).
10 марта. 2:3 (25:23, 25:15, 23:25, 20:25, 11:15).
 «Стод» (Стейнхьер) —  «Химик» (Южное)
4 марта. 0:3 (20:25, 16:25, 17:25).
10 марта. 0:3 (12:25, 14:25, 21:25).
 «Паннаксиакос» (Наксос) —  «Уралочка-НТМК» (Свердловская обл.)
4 марта. 0:3 (23:25, 15:25, 16:25).
10 марта. 0:3 (15:25, 18:25, 12:25).

## Полуфинал
25/29.03.2015
 «Шверинер» (Шверин) —  «Бурса Бююкшехир» (Бурса)
25 марта. 3:1 (25:19, 16:25, 25:14, 25:19).
29 марта. 0:3 (21:25, 18:25, 22:25). Дополнительный сет 10:15.
 «Уралочка-НТМК» (Свердловская обл.) —  «Химик» (Южное) 
25 марта. 3:0 (25:21, 25:22, 26:24). Матч прошёл в Минске (Белоруссия).
29 марта. 3:0 (25:22, 25:23, 25:17). Матч прошёл в Жешуве (Польша).

## Финал

### 1-й матч
| 8 апреля 2015 | \| «Уралочка-НТМК» (Свердловская область) \| 3:0 \| «Бурса Бююкшехир» (Бурса) \| \| Дарья Писаренко (8) Анна Матиенко (1) Шинед Джек (12) Людмила Малофеева (3) Ксения Ильченко (14) Ирина Заряжко (16) Екатерина Романова (л) Валерия Сафонова \| Голы \| Зейнеп-Седа Эрьюз (?) Присилья Ривера (17) Ивана Милош (?) Мерьем Боз (?) Йонкара Пенья (?) Ипек Сороглу (?) Айлин Сарыоглу (л) Биргюль Гюлер (?) Дуйгу Дюзчелер (?) Мерве Гюлач (?) \| | Екатеринбург Дворец игровых видов спорта «Уралочка» 3700 зрителей |
| Счёт по партиям — 25:18, 27:25, 25:13. Время матча — 1 час 18 минут. Судьи: Сальвис Куртис, Добромир Добрев.                                                | | |
| «Уралочка-НТМК» (Свердловская область) | 3:0 | «Бурса Бююкшехир» (Бурса) |
| Дарья Писаренко (8) Анна Матиенко (1) Шинед Джек (12) Людмила Малофеева (3) Ксения Ильченко (14) Ирина Заряжко (16) Екатерина Романова (л) Валерия Сафонова | Голы | Зейнеп-Седа Эрьюз (?) Присилья Ривера (17) Ивана Милош (?) Мерьем Боз (?) Йонкара Пенья (?) Ипек Сороглу (?) Айлин Сарыоглу (л) Биргюль Гюлер (?) Дуйгу Дюзчелер (?) Мерве Гюлач (?) |

### 2-й матч
| 12 апреля 2015 | \| «Бурса Бююкшехир» (Бурса) \| 3:1. Доп.сет 15:11. cev.lu \| «Уралочка-НТМК» (Свердловская область) \| \| Зейнеп-Седа Эрьюз (2) Присилья Ривера (18) Ивана Милош (14) Мерьем Боз (35) Йонкара Пенья (8) Ипек Сороглу (5) Айлин Сарыоглу (л) Биргюль Гюлер (2) Дуйгу Дюзчелер Селен Кафадар \| Голы \| Дарья Писаренко (6) Анна Матиенко (1) Шинед Джек (21) Людмила Малофеева (8) Ксения Ильченко (12) Ирина Заряжко (19) Екатерина Романова (л) Екатерина Русакова Валерия Сафонова \| | Бурса Cengiz Göllü Volleyball Hall 3500 зрителей |
| Счёт по партиям — 23:25, 25:21, 25:23, 25:18. Дополнительный сет — 15:11. Время матча — 2 часа 11 минут. Судьи: Мартин Гудик, Омеро Сатанасси.                                   | | |
| «Бурса Бююкшехир» (Бурса) | 3:1. Доп.сет 15:11. cev.lu | «Уралочка-НТМК» (Свердловская область) |
| Зейнеп-Седа Эрьюз (2) Присилья Ривера (18) Ивана Милош (14) Мерьем Боз (35) Йонкара Пенья (8) Ипек Сороглу (5) Айлин Сарыоглу (л) Биргюль Гюлер (2) Дуйгу Дюзчелер Селен Кафадар | Голы | Дарья Писаренко (6) Анна Матиенко (1) Шинед Джек (21) Людмила Малофеева (8) Ксения Ильченко (12) Ирина Заряжко (19) Екатерина Романова (л) Екатерина Русакова Валерия Сафонова |

### MVP
Лучшим игроком финальной серии признана нападающая команды «Бурса Бююкшехир» Мерьем Боз.

## Призёры
«Бурса Бююкшехир» (Бурса): Зейнеп-Седа Эрьюз, Присилья Ривера Бренс, Ипек Сороглу, Биргюль Гюлер, Мерве Гюлач, Йонкара Пенья Исабель, Селен Кафадар, Мерьем Боз, Ивана Милош, Седеф Сазлидере, Айлин Сарыоглу, Дуйгу Дюзчелер. Главный тренер — Эмин Имен.
  «Уралочка-НТМК» (Свердловская область): Екатерина Русакова, Екатерина Романова, Шэннон Томпсон, Ирина Заряжко, Шинед Джек, Дарья Писаренко, Екатерина Макарчук, Анна Матиенко, Валерия Сафонова, Ксения Ильченко, Екатерина Воронова, Людмила Малофеева. Главный тренер — Николай Карполь.